# Великденско въстание
Великденското въстание (на ирландски: Éirí Amach na Cásca) е въоръжена акция в Ирландия по време на Страстната седмица през април 1916. Въстанието е предприето от ирландски републиканци с цел прекратяване на британското управление в страната и установяване на независима ирландска република, докато Обединеното кралство е силно ангажирано с Първата световна война. Това е най-значимото въстание в Ирландия след бунта от 1798 г. и първата въоръжена акция на ирландския революционен период.
Организиран от седемчленния военен съвет на Ирландското републиканско братство, въстанието започва на Велики понеделник, 24 април 1916 г. и продължава шест дни. Членове на Ирландските доброволци, ръководени от учителя и ирландски активист Патрик Пиърс, придружени от по-малката Ирландска гражданска армия на Джеймс Конъли и 200 жени от Cumann na mBan, завземат ключови места в Дъблин и обявяват Ирландска република. Британската армия навлиза с хиляди войници, подкрепени с артилерия и военен кораб. Води се ожесточена улична борба по улиците в центъра на града, където бунтовниците оказват твърда съпротива, като забавят британското напредване, което дава тежки жертви. На други места в Дъблин боевете се състоят главно от снайперистки битки и далекобоен обстрел. Основните позиции на бунтовниците постепенно са обкръжени и бомбардирани с артилерия. Въстанието е потушено към края на седмицата.